# Украинская литературная энциклопедия
Украинская литературная энциклопедия (укр. Українська літературна енциклопедія) — первое издание обобщающего характера, начатое в 1988 году, которое всесторонне освещает историю украинской и мировой литературы. Из запланированных пяти томов вышло три (заканчивая буквой Н).

## Основные сведения
Украинская литературная энциклопедия содержит более 10 тысяч статей о писателях, критиках, литературоведах, переводчиках, библиографах, фольклористах, а также о литературных течениях. Представлены материалы по теории литературы, поэтике. Охарактеризовано творчество широкого круга украинских писателей.
Энциклопедия хорошо иллюстрирована. К большинству статей представлены чёрно-белые и цветные иллюстрации.
Украинская литературная энциклопедия издаётся издательством «Украинская энциклопедия» имени Миколы Бажана (Киев) при активном участии научных сотрудников Института литературы имени Тараса Шевченко НАН Украины. Её редакционную коллегию сначала возглавлял Игорь Дзеверин, ныне Николай Жулинский.

## Описание томов
- 1-й том. А-Г. Киев. Главная редакция УСЭ. 1988. 536 с., Ил. Тираж: 75000. Содержит более 2000 статей.
- 2-й том. Д-К. Киев. Главная редакция УСЭ. 1990. 576 с., Ил. Тираж: 75000. Содержит 2700 статей.
- 3-й том. К-Н. Киев. Украинская энциклопедия. 1995. 496 с., Ил. Тираж: 75000. Содержит 1997 статей.